# Iglesia de Santa Eugenia (Becerril de Campos)
La iglesia de Santa Eugenia es un templo parroquial católico de la localidad de Becerril de Campos (Palencia, Castilla y León, España), construido entre los siglos XVI y XVII. Su arquitectura es mayormente renacentista, mientras que su mobiliario interior responde a diversas variedades estilísticas del barroco.

## Historia
Existió una primera construcción, gótica, de mediados del siglo XV, de la cual se reaprovecharon y conservaron algunos elementos en la fábrica posterior, realizada en el siglo siguiente; tal es el caso de la portada hispanoflamenca, emplazada en el lado de la Epístola. El edificio actual lo empezó a construir en 1536 siguiendo cánones renacentistas el arquitecto Rodrigo Gil de Hontañón, secundado por Alonso de Pando. Las obras se prolongaron hasta comienzos del siglo XVII, concluyéndose la cabecera y las naves hacia 1613. En esta fase constructiva trabajaron Domingo de Cerecedo, Alonso de Santiago y Pedro Sierra. Posterior, del siglo XVIII, es la Sacristía, abierta en el lado de la Epístola.
El 22 de abril de 1976 se desplomó la torre de piedra; fue reconstruida en ladrillo, pero reproduciendo la forma original. En 1970 la iglesia de Santa Eugenia fue catalogada como Bien de Interés Cultural (BIC) con la categoría de Monumento Histórico-Artístico Nacional. En la actualidad, es la única parroquia en activo de las siete que llegó a tener esta villa palentina.

## Descripción

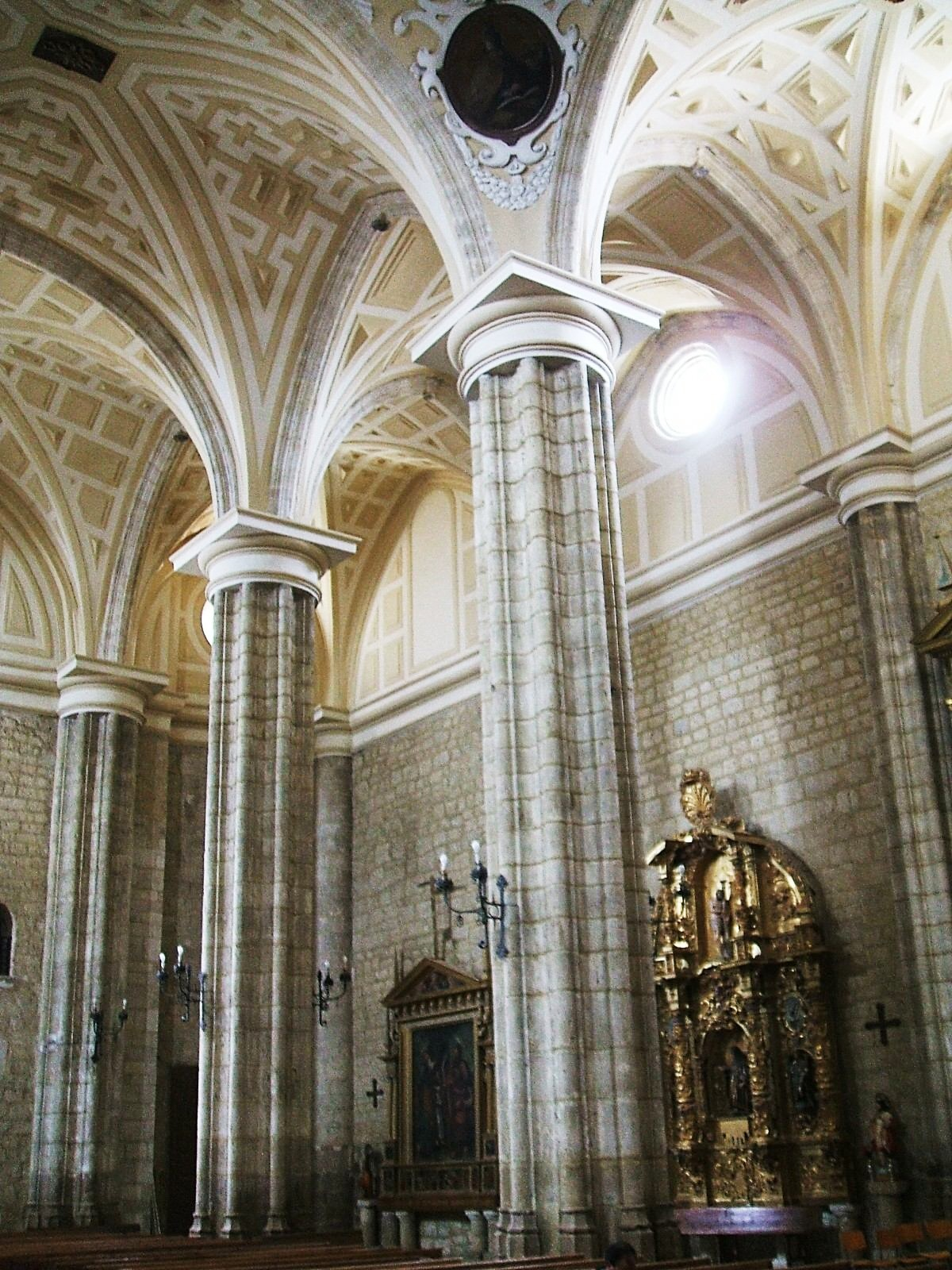
Pilares y bóvedas.

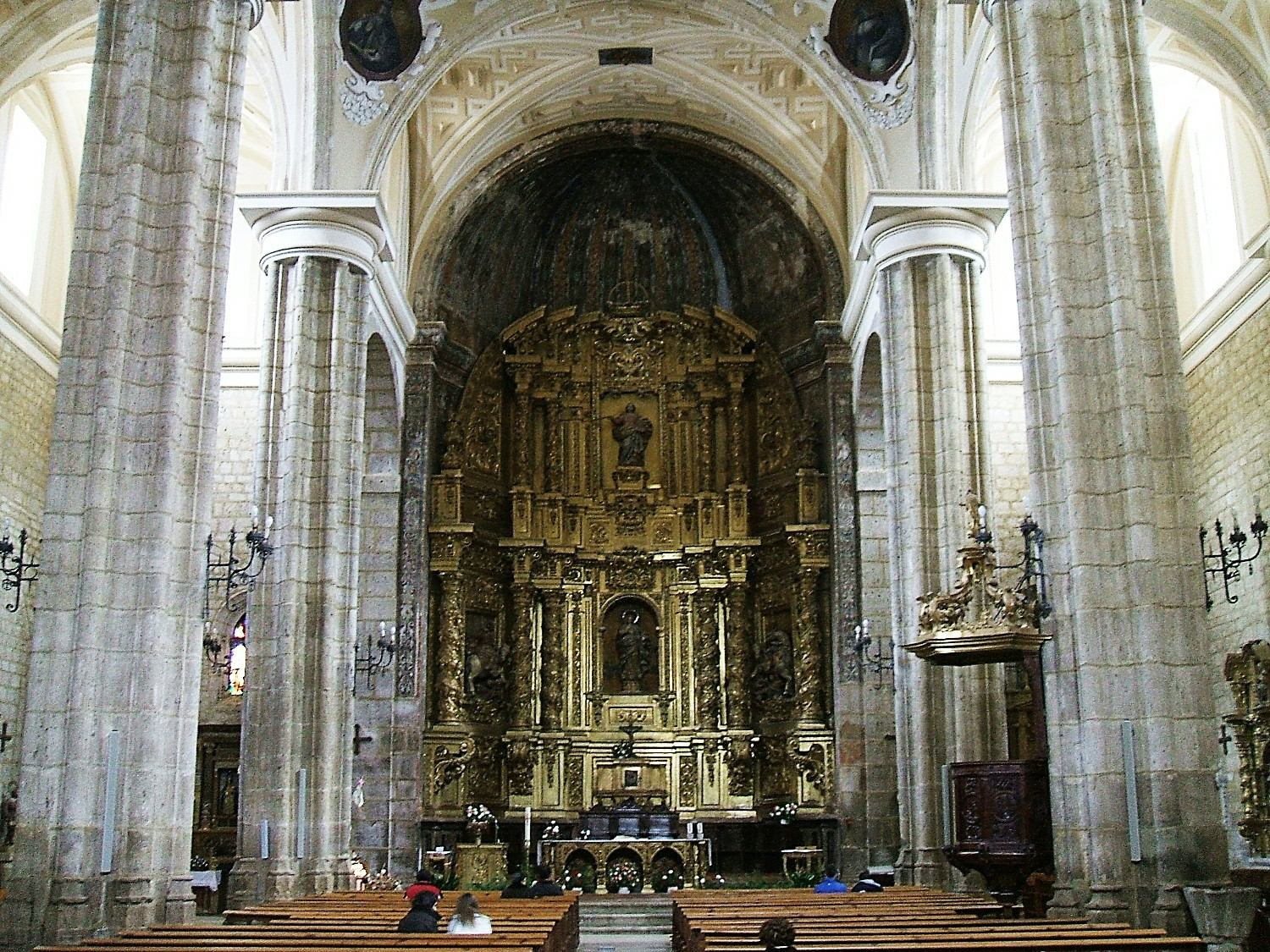
Naves y cabecera.

Asomado a la Plaza Mayor de la villa de Becerril y aledaño a la Casa Consistorial, se trata de un templo de planta de salón de tres naves de igual altura y separadas por pilares poligonales, generando un volumen de grandes dimensiones. La cabecera la forman la Capilla Mayor, de tres lienzos, y dos capillas laterales cuadradas. Las cubiertas consisten en bóvedas de arista, más bóveda ovalada sobre el crucero, apoyada sobre pechinas, y bóveda de horno en la cabecera, cubriendo la Capilla Mayor. Todo el espacio abovedado está profusamente decorado con molduras y yeserías barrocas del XVII, creando dibujos geométricos y jugando a contrastar los colores blanco, crema y azul pálido. 
Santa Eugenia conserva un rico mobiliario consistente mayormente en retablos de los siglos XVI, XVII y XVII, luego barrocos en su mayoría. El Retablo Mayor es una notable construcción del barroco avanzado realizada por el artista comarcal Santiago Carnicero en 1688; doce años más tarde, Diego de Avendaño se encargó de dorar la mazonería. En sus dos cuerpos y tres calles, separadas por columnas salomónicas y estípites, se disponen imágenes policromadas de Santa Eugenia, la Inmaculada Concepción, Santiago Apóstol y San Fernando (ambos a caballo), correspondiendo su autoría a Francisco Rodríguez. Repartidos por la naves laterales pueden contemplarse otros retablos de interés artístico, que combinan mazonería trabajada, imaginería y lienzos; son los dedicados a Santa Ana -que incluye una talla de la Virgen con el Niño-, Nuestra Señora del Rosario -cuya imagen de Alejo de Vahía se encuentra hoy en el Museo Marés de Barcelona-, Nuestra Señora del Carmen, San Antonio de Padua, San Roque, y el de Las Ánimas.
De un elegante barroco del siglo XVIII es el púlpito colocado en uno de los pilares de la nave. En el Sagrario se conserva un Crucifijo del siglo XVI que ha sido atribuido al taller de Juan de Juni. Otras obras de arte que pertenecían a esta parroquia se custodian actualmente en la Iglesia Museo de Santa María, en la misma Becerril.
El exterior del templo es sumamente austero. Los grandes lienzos de pared apenas ven rota su monotonía por estrechos ventanales, algún óculo y los robustos contrafuertes dispuestos en todo el perímetro, lo que realza la monumentalidad del edificio y produce una sensación de mole pétrea. La única parte elaborada es la Portada de acceso en el lado de la Epístola (sur); se trata de la portada del anterior templo tardogótico, reaprovechada para el nuevo. Aunque maltratada por el tiempo, conserva su trazado típicamente hispano-flamenco: un arco de acceso de tipo carpanel, al que se sobrepone una arquería decorativa consistente en trilóbulos abocinados con trasdós conopial; el cogollo que remataba este arco ha desaparecido, pero no así las tracerías flamígeras que, adosadas a la pared, completan la portada; las columnillas esparragueras que flanquean el conjunto y delimitan el alfiz, están muy mutiladas.

## Galería de imágenes

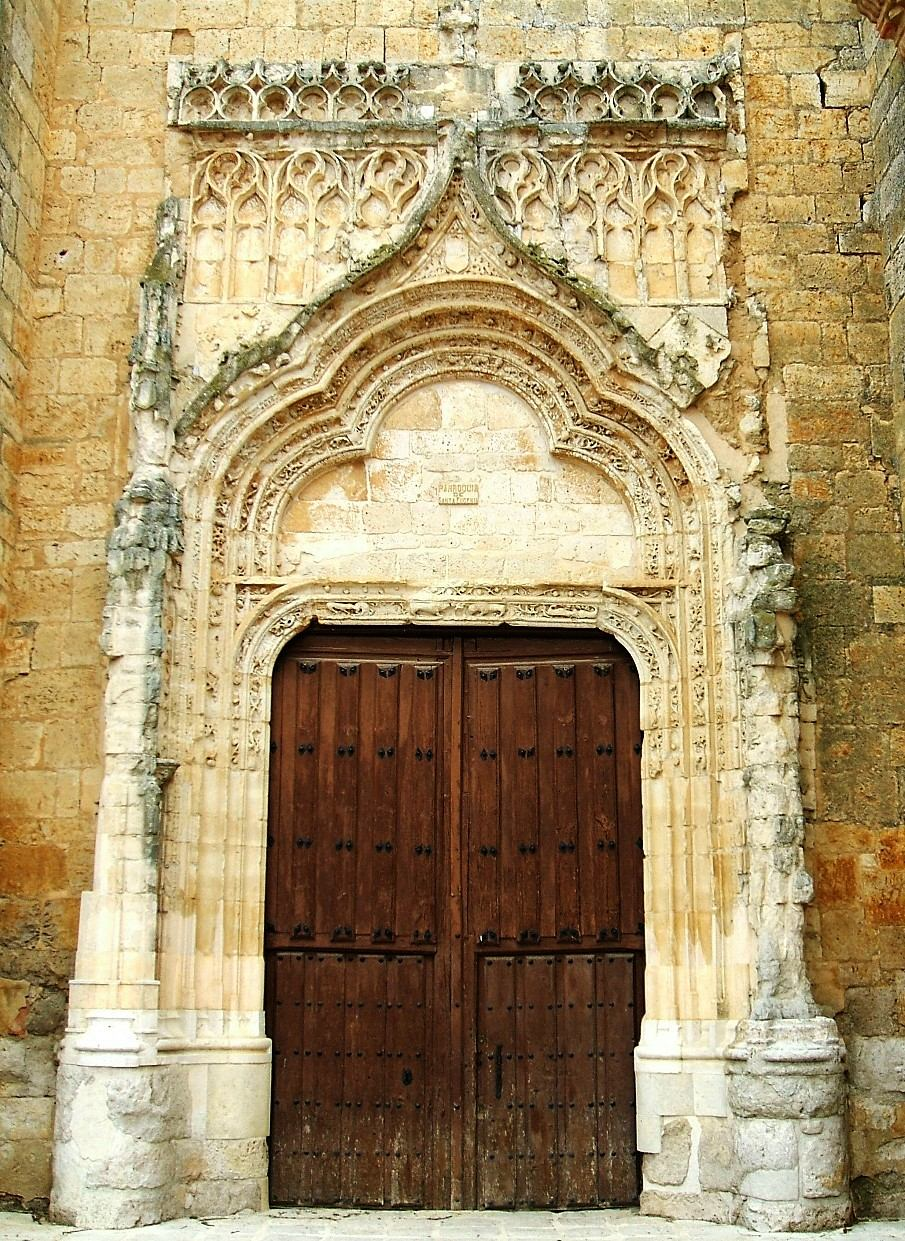
Antigua portada tardogótica
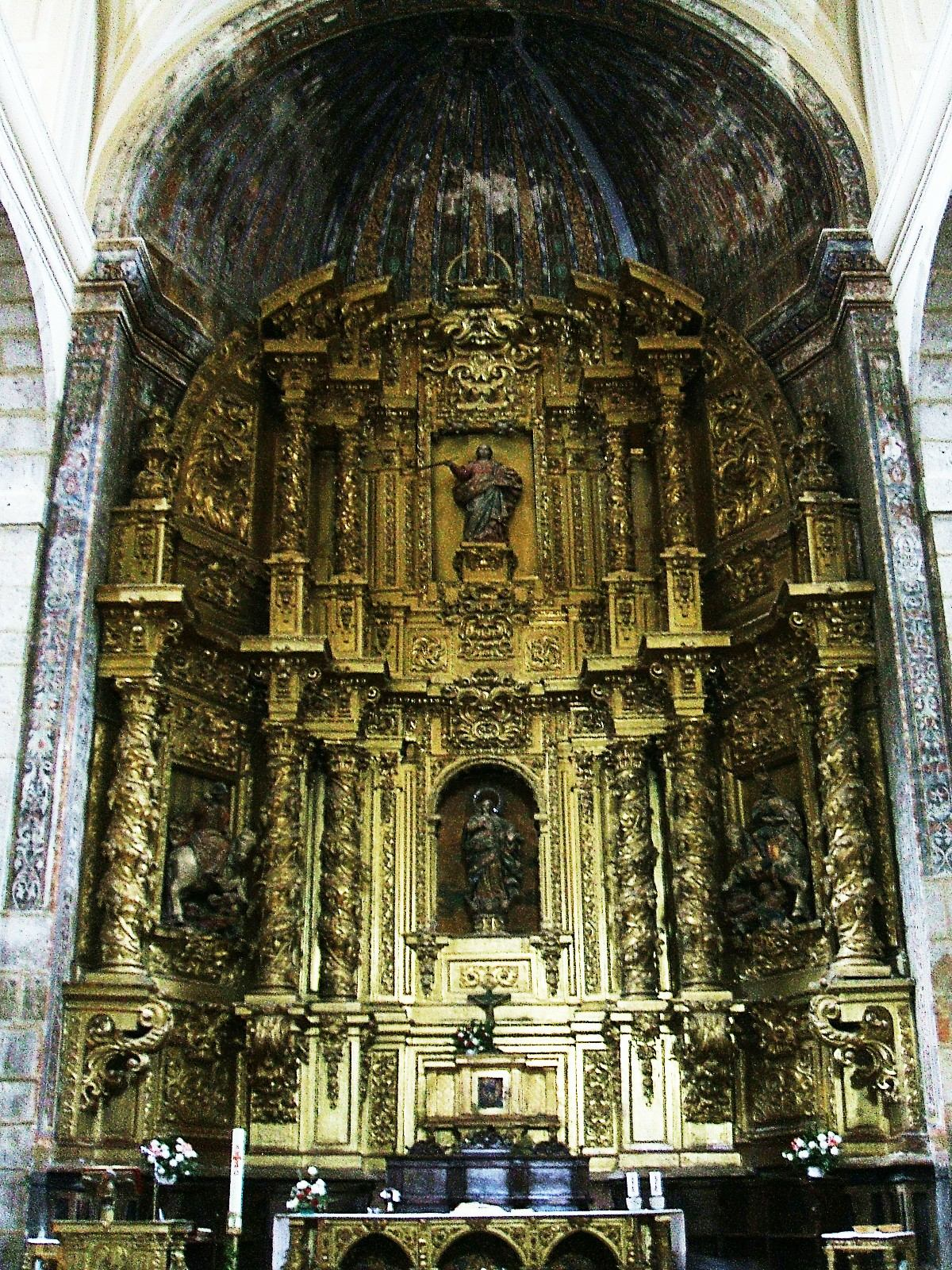
Retablo Mayor
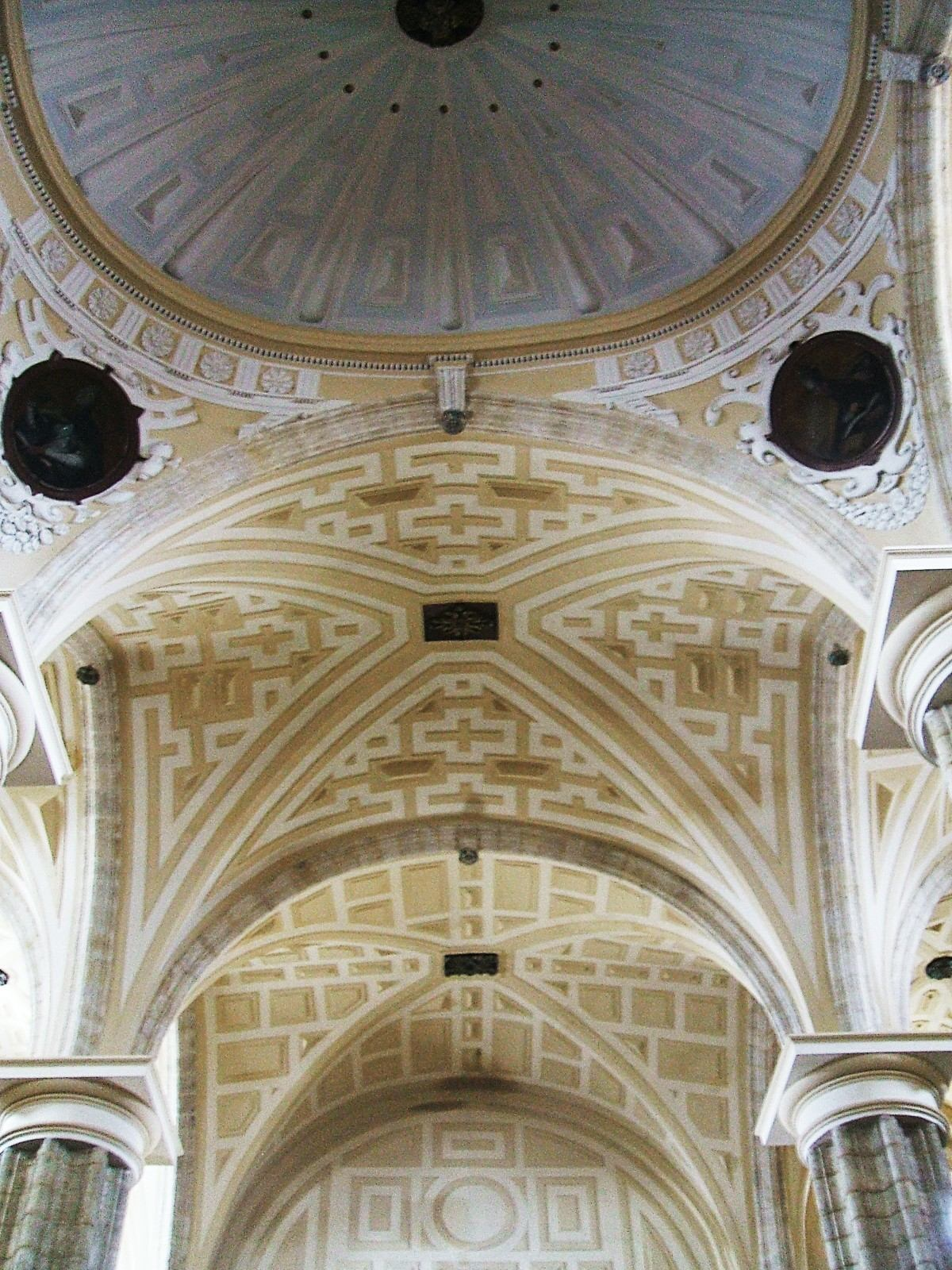
Bóvedas de la nave
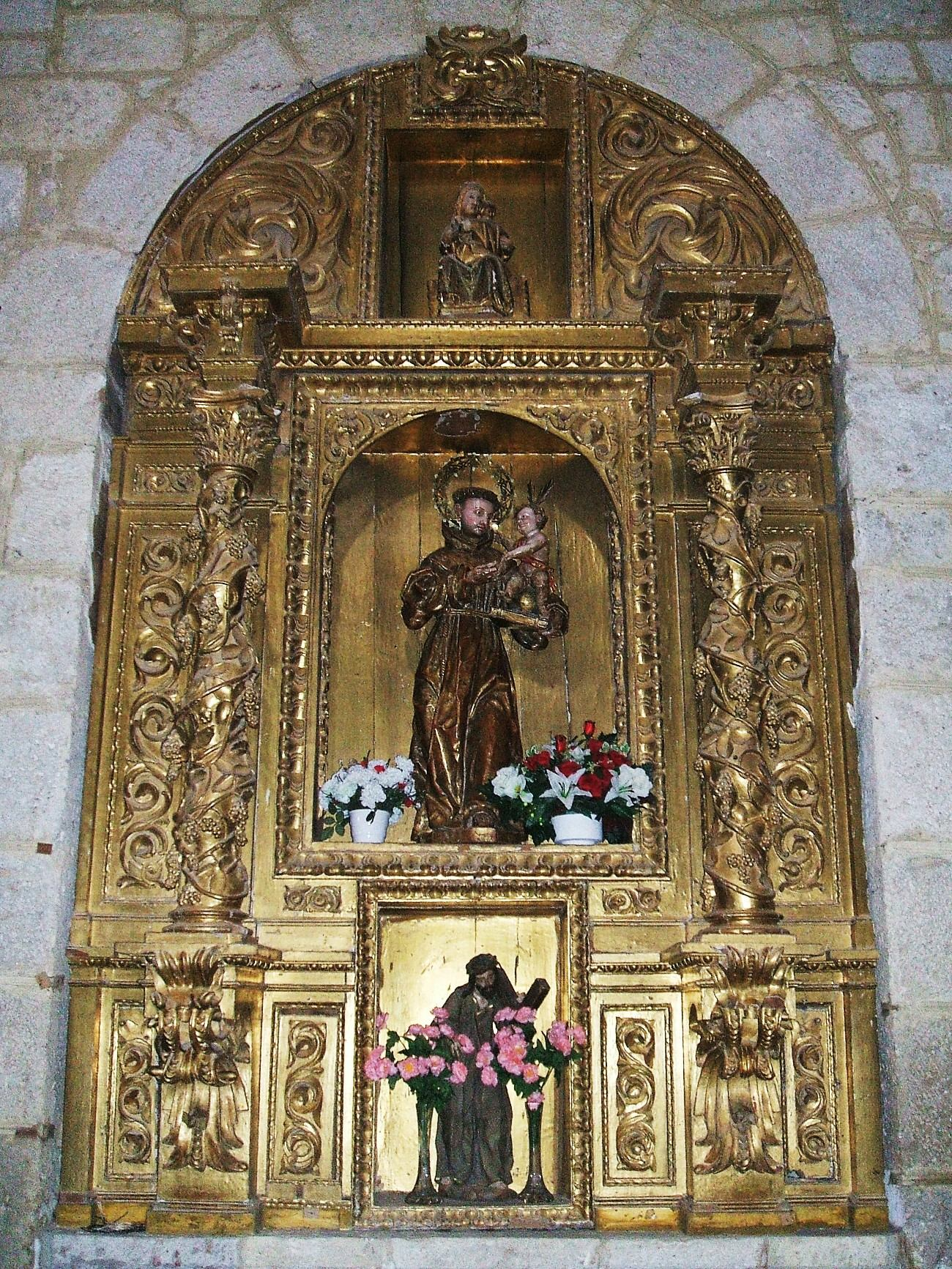
Retablo de San Antonio de Padua
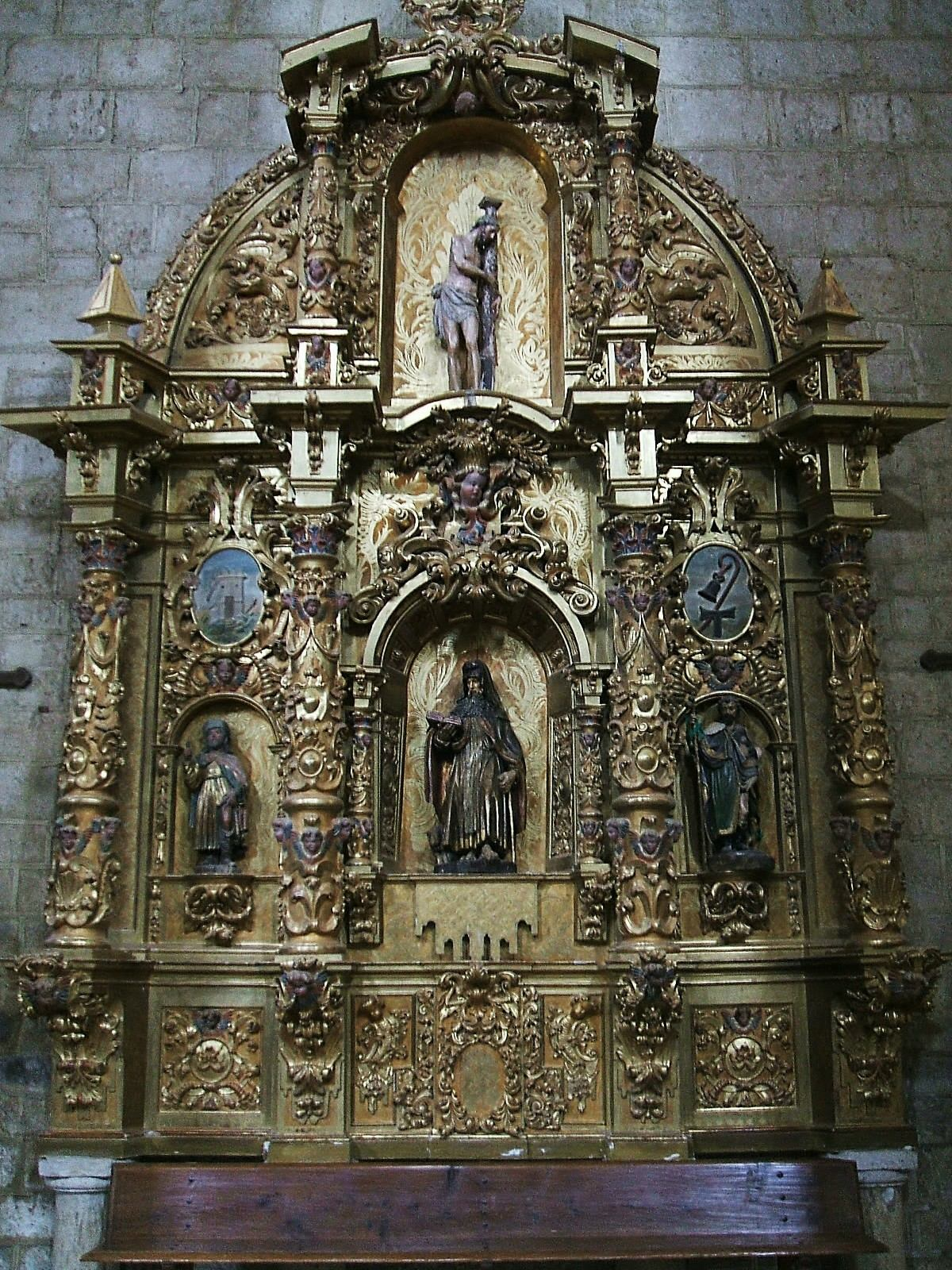
Retablo de San Antón
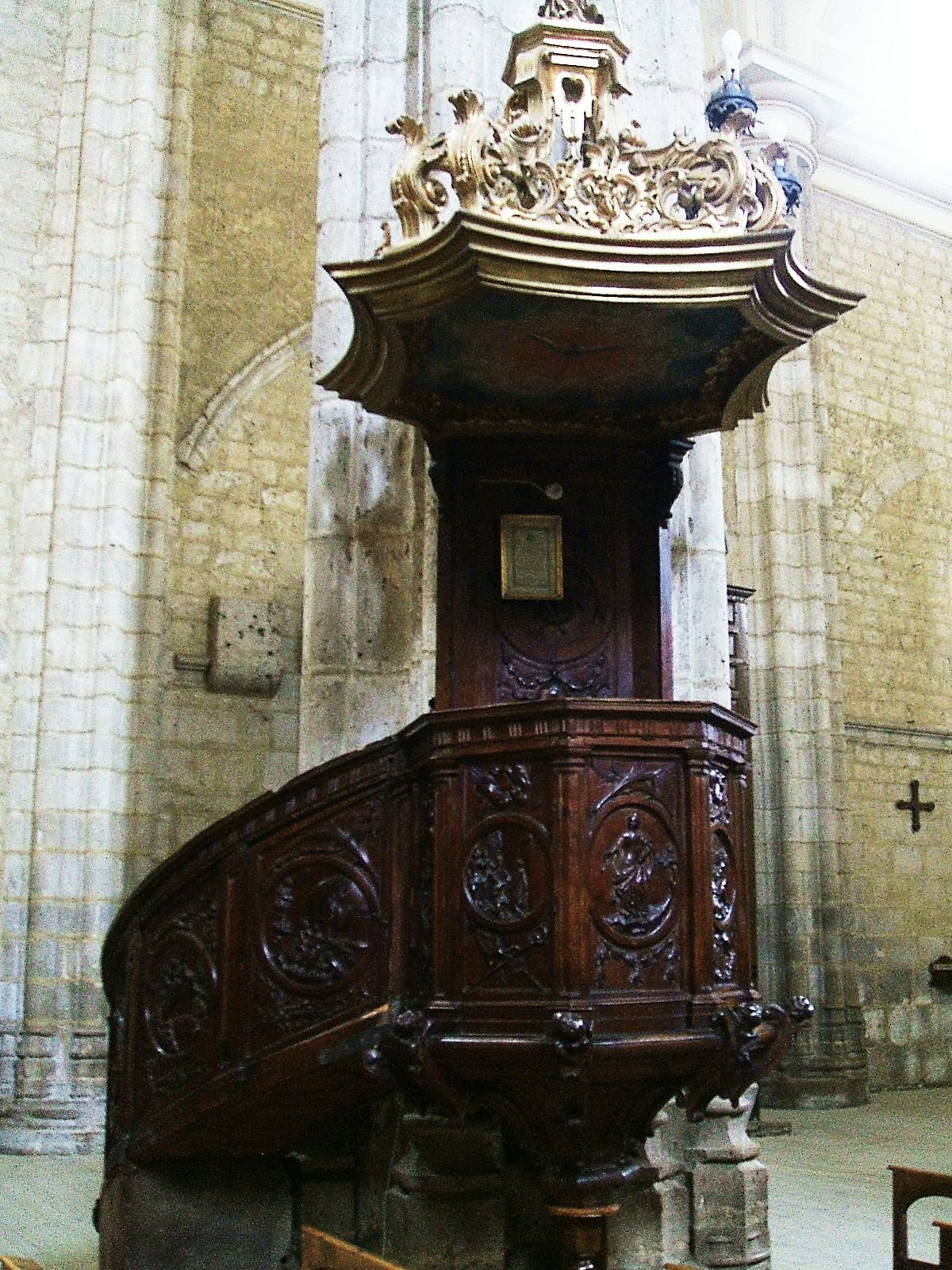
Púlpito